# 난고 7초메역
난고 7초메 역(일본어: 南郷7丁目駅)은 일본 홋카이도 삿포로시 시로이시구에 위치한 삿포로 시영 지하철의 역이다. 역 번호는 T14이다. 삿포로 시영 지하철의 아라비아 숫자가 들어간 역명 중에서는 가장 작은 수가 사용되었고, 유일하게 한 자릿수의 숫자를 사용하는 역이기도 하다.나머지는 다 11,12,13,18,24,28,34로 분류한다.

## 역 구조
삿포로 시영 지하철에서는 유일하게 2면 3선 구조의 지하역이다. 두 면에 두 선이 중앙선 사이에서 공용하는 형태이다. 2면 3선 승강장인 것은 이 역의 상징으로 알려졌으며 이전에는 역 스탬프의 디자인도 "3선 플랫폼"이었다(현재는 방재 센터로 변경되었다).
승강장 번호는 변칙적인 부분이 존재하고 북쪽의 본선이 1번에서 신삿포로 방면, 남쪽의 본선이 2번에서 미야노사와 방면으로 운행된다. 중앙선의 양쪽에서 플랫폼과 접하고 있으며, 신삿포로 방면 승강장이 3번, 미야노사와 방면 승강장이 4번 플랫폼이다. 다만, 3번 승강장은 스크린도어 설치와 관련되어 현재 사용이 정지되어 있다.그러므로 미야노사와 발 난고7초메 행은 존재하지 않는다.

### 타는 곳
| 1 | 도자이 선   | 신삿포로 방면                       |
| 2 | 도자이 선   | 오도리・미야노사와 방면             |
| 3 | (사용 정지) | (사용 정지)                         |
| 4 | 도자이 선   | 오도리・미야노사와 방면 (당역 시발) |

## 역 주변
- 삿포로 시 시로이시 소방서
- 삿포로 시민 방재 센터
- 시로이시 경찰서 난고 파출소
- 시로이시혼고 우체국
- 시로이시사카에도리 우체국
- 호쿠요 은행 시로이시혼고 지점
- 혼고도리 상점가
- 삿포로 시 시로이시 구 체육관
- 삿포로 시립 난고 초등학교
- 삿포로 시립 혼고 초등학교
- 삿포로 시립 시로이시 중학교
- 아사히 맥주 삿포로 공장 (아사히 맥주원)

## 역사
- 1982년 3월 21일: 영업 개시.
- 2007년
  - 1월: 엘리베이터 설치 공사 시작.
  - 7월: 엘리베이터 공용 개시.
- 2008년
  - 2월 13일: 중앙의 4번 플랫폼에 삿포로 시영 지하철 최초의 스크린도어 설치.
  - 3월: 위에 따라서 3번 플랫폼 폐지.
  - 5월 31일: 4번 플랫폼에 스크린도어 가동 개시.
  - 11월 5일: 1・2번 플랫폼에 스크린도어 사용 개시.

## 사진

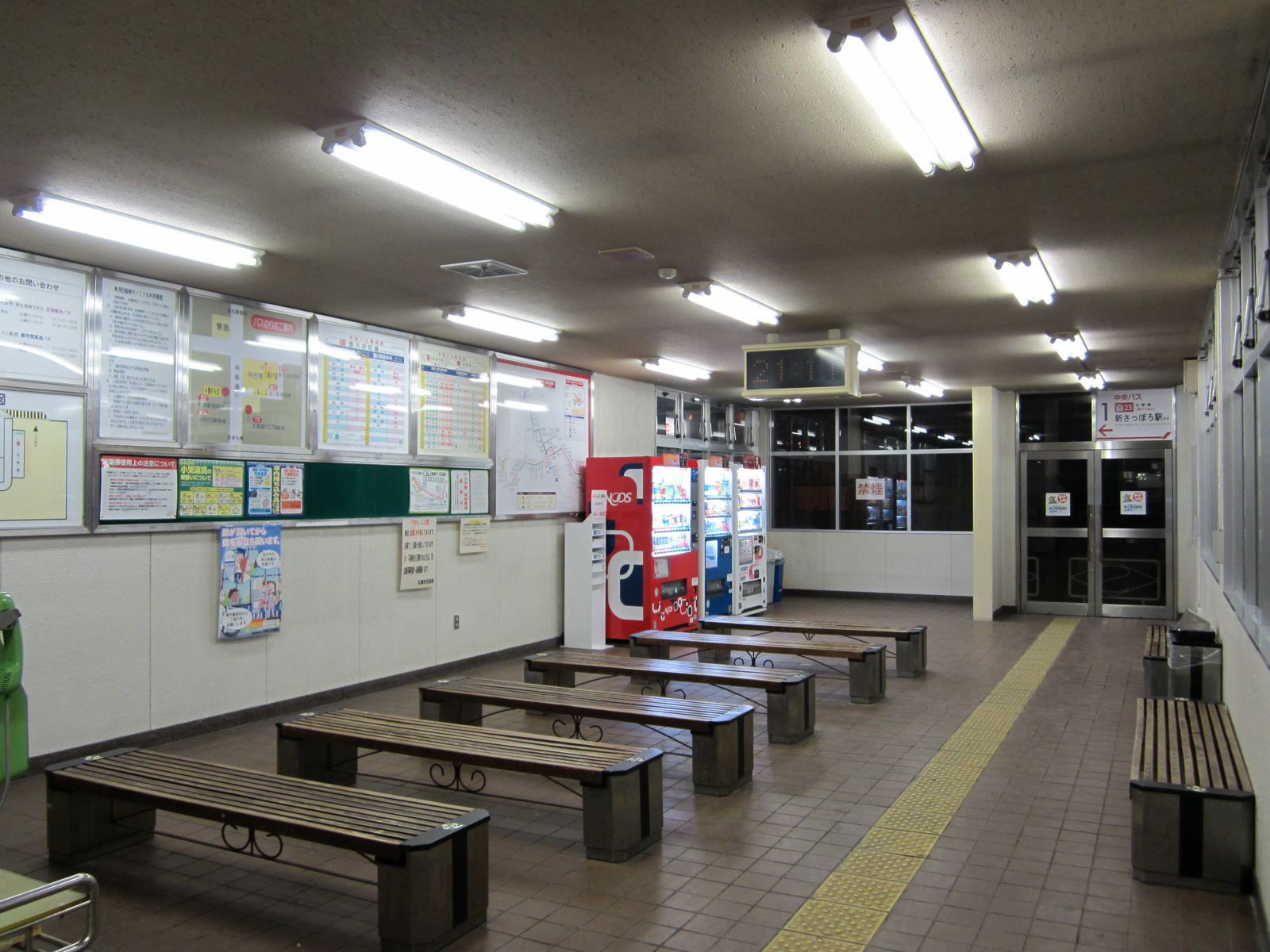
난고 7초메 버스 터미널
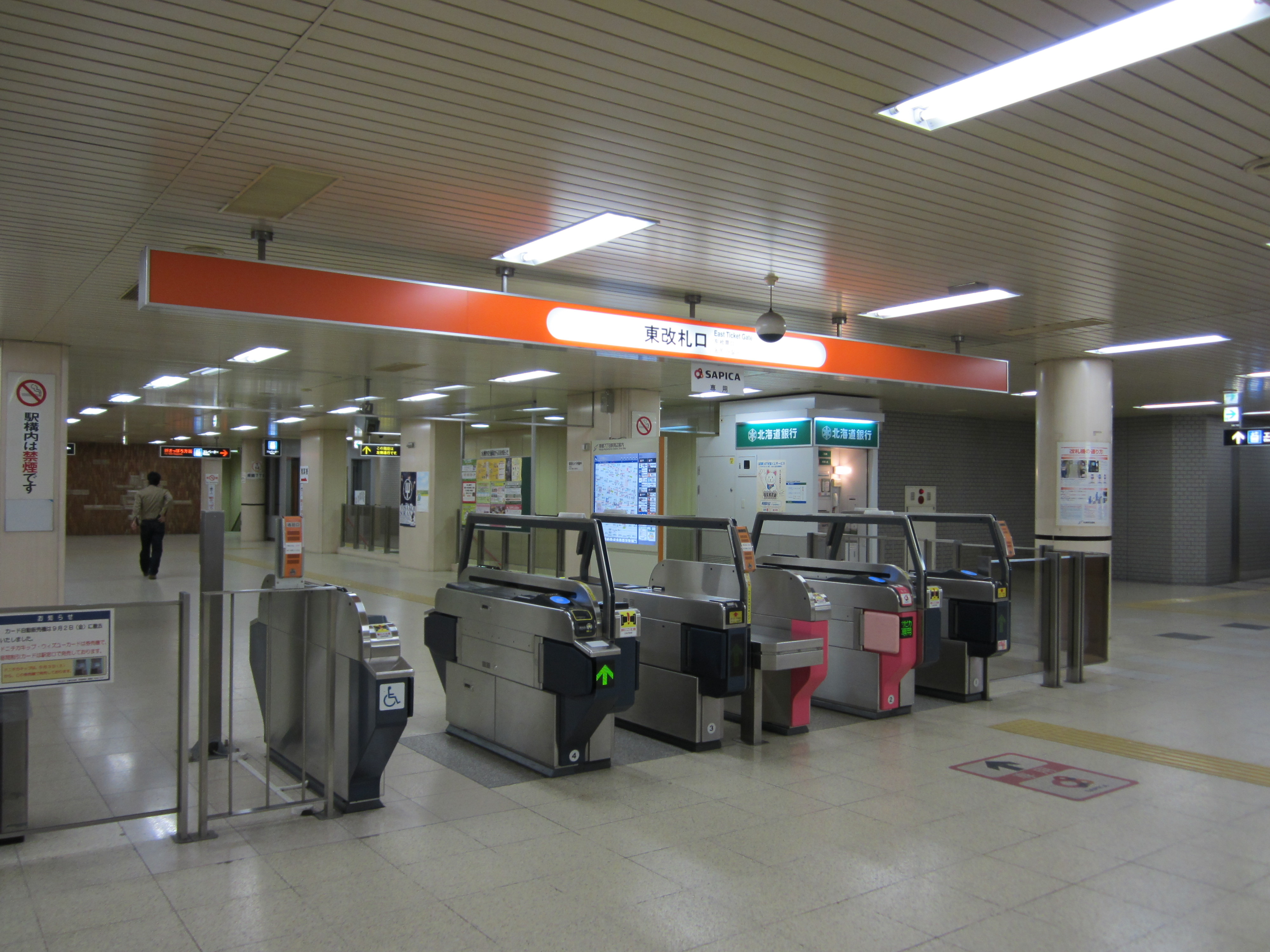
동쪽 개찰구
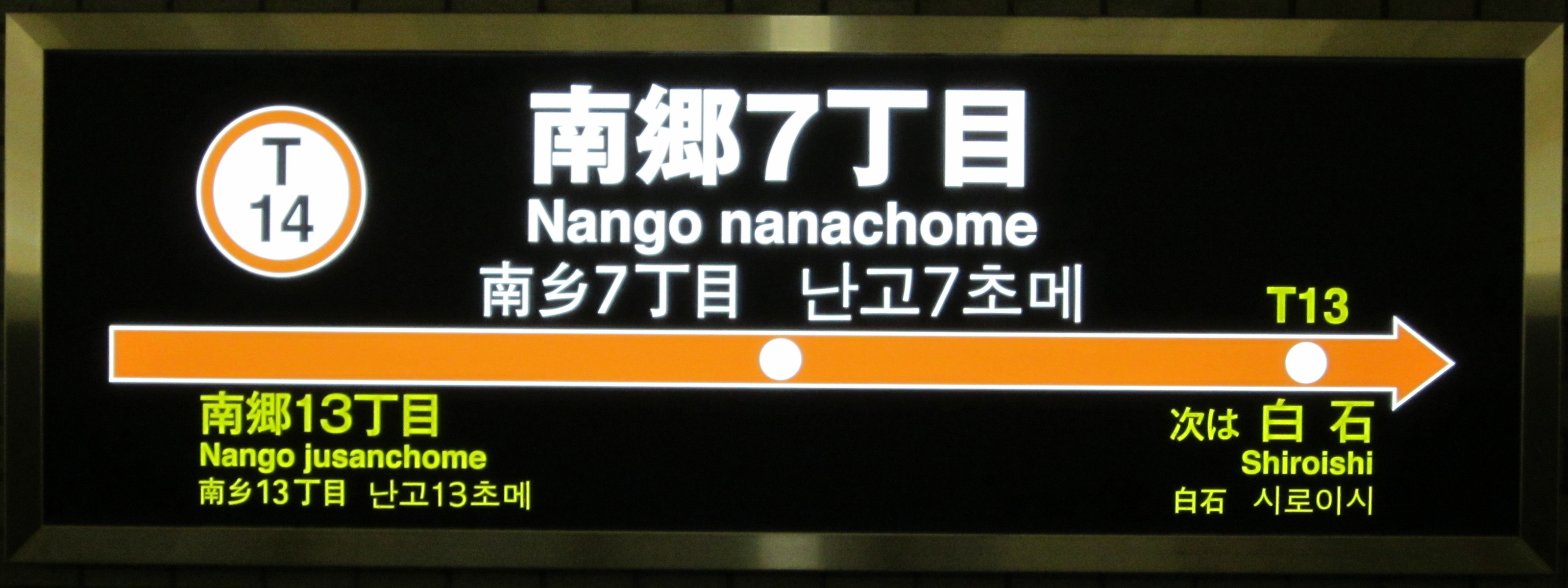
역명판

## 인접역
| 삿포로 시 교통국 지하철 도자이 선 | 삿포로 시 교통국 지하철 도자이 선 | 삿포로 시 교통국 지하철 도자이 선 |
| --------------------------------- | --------------------------------- | --------------------------------- |
| T13 시로이시 미야노사와 방면      | ● 도자이 선                       | T15 난고 13초메 신삿포로 방면     |